# Menkhéperrê
Menkhéperrê est généralissime et grand prêtre d'Amon à Thèbes vers 1045 à 990 AEC,, il est le fils de Pinedjem Ier et Hénouttaouy Ire et l'héritier de sa charge après les courts pontificats de Masaharta puis Djedkhonsouefânkh. La succession passera ensuite en ligne directe dans sa descendance, à savoir d'abord son fils Nesbanebdjed II pour un très court pontificat, puis Pinedjem II.

## Généalogie
Menkhéperrê épouse Isetemkheb II, fille de son frère le pharaon Psousennès Ier. Isetemkheb II lui donne plusieurs enfants, : 
- Nesbanebdjed II (ou Smendès II), qui succède à son père en tant que grand prêtre d'Amon de Thèbes,
- Hénouttaouy, qui a épousé son frère Nesbanebdjed II,
- Pinedjem II, qui succède à son frère grand prêtre d'Amon de Thèbes,
- Isetemkheb III, qui a épousé son frère Pinedjem II,
- Gaoutsechen, chanteuse de Montou, elle était mariée à Tjanefer, troisième prophète d'Amon, ils ont deux fils, Pinedjem et Menkhéperrê, qui devinrent respectivement troisième et quatrième prophète d'Amon, et une fille, Gaoutsechen, chanteuse d'Amon-Rê ; elle est enterrée avec sa famille dans la cachette de Bab el-Gasus à Deir el-Bahari, ses cercueils et ses papyrus sont aujourd'hui au Caire,
- Hori, prêtre d'Amon et de Seth, sa momie et ses cercueils ont été retrouvés à Bab el-Gasus à Deir el-Bahari et sont aujourd'hui au Caire,
- Psousennès, prêtre de Min, Horus et Isis à Coptos, connu par une stèle au British Museum[5],
- Mérytamon, chanteuse d'Amon, elle fut enterrée à Bab el-Gasus à Deir el-Bahari sous le pontificat de Psousennès III, ses cercueils sont au Caire.

## Biographie

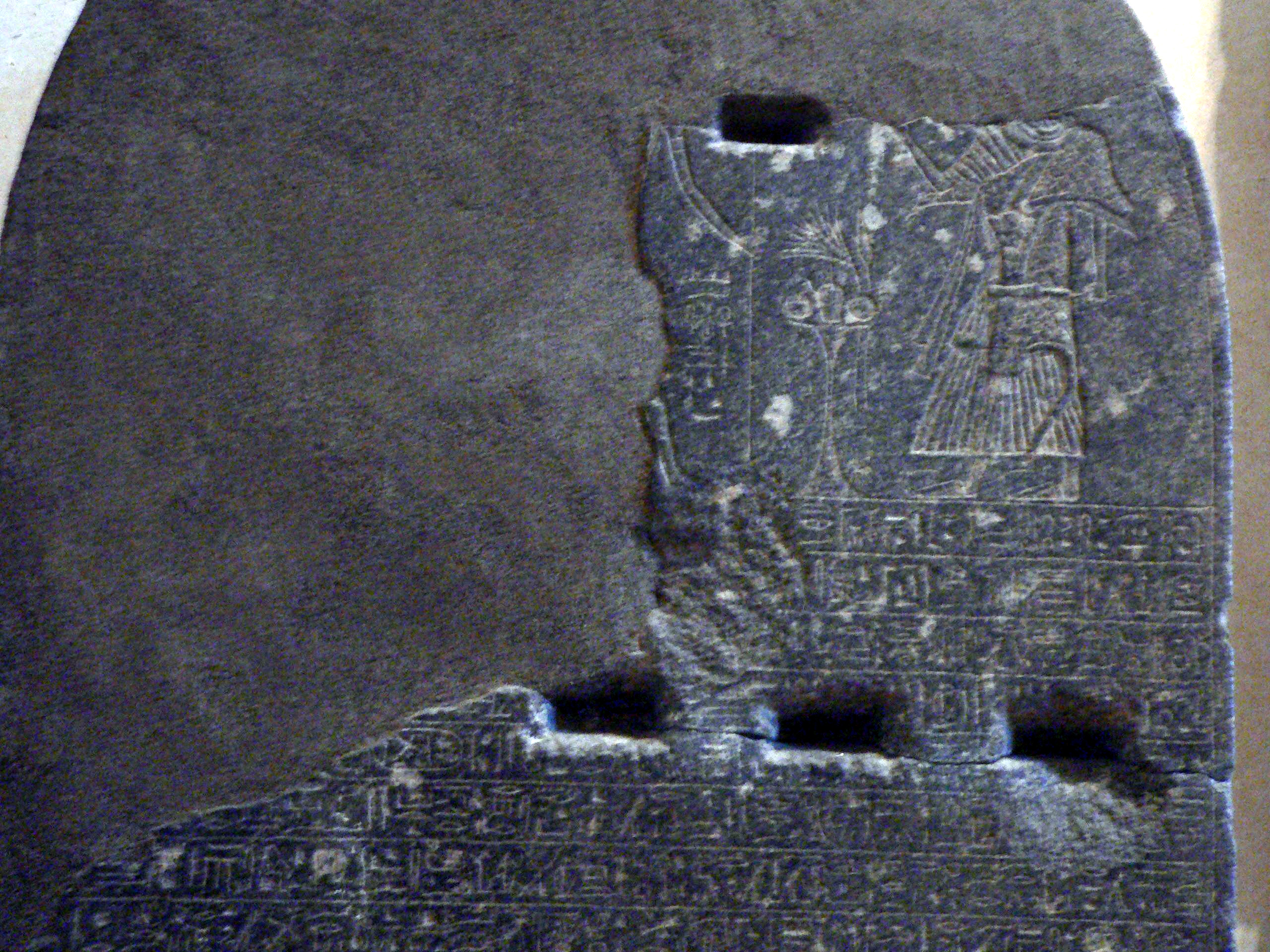
Stèle du bannissement, aujourd'hui au Louvre - C 256.

Il succède en tant que grand prêtre d'Amon à Thèbes à ses (demi- ?)frères Masaharta puis Djedkhonsouefânkh tout à la fin du règne du roi tanite Smendès, pendant que son propre père, Pinedjem Ier, est co-roi à Thèbes. Il est à noter que lorsque Pinedjem Ier disparaît quelque temps plus tard, Menkhéperrê ne prend pas sa place en tant que roi mais reste grand prêtre d'Amon jusqu'à la fin du règne de Psousennès et semble mourir au début du règne d'Amenemopet. Il fait partie des quelques grands prêtres qui ont leur nom dans un cartouche : Nom de roi Hemnetjer Tépienamon (« Le Premier Prophète d’Amon »), nom de naissance Menkhéperrê (« La Manifestation de Rê demeure »).
Menkhéperrê devient grand prêtre d'Amon à un moment troublé, comme l'atteste la stèle dite du bannissement (en). En effet, des troubles contre la prêtrise d'Amon ont lieu le 29e jour du 3e mois de Chémou de l'an XXV du règne de Smendès, ceci est suivi du rétablissement de l'ordre et le bannissement des rebelles vers l'oasis de Kharga. Quelques mois plus tard, le 4e ou 5e jour du 1er mois de l'Akhet, Menkhéperrê devient généralissime et grand prêtre d'Amon. Enfin quelque temps plus tard, au début du règne d'un roi non nommé mais qui est probablement Amenemnesout, Menkhéperrê pardonne et rappelle les rebelles à Thèbes,.
Du fait des troubles, Pinedjem Ier fait construire ou rénover des fortifications, comme celles de Gebelein et Higazeh, tandis que Menkhéperrê restaure l'enceinte du temple d'Amon. C'est le troisième prophète d'Amon Âakhéperrê, qui était également fils royal de Koush, qui s'occupait des affaires nubiennes. Dans la cour du Xe pylône de Karnak, Menkhéperrê et son fils Smendès II, alors deuxième prophète d'Amon et héritier de son père, font installer une dalle à leurs noms, marquant peut-être l'emplacement d'un sol en argent recevant la barque sacrée lors des processions oraculaires peh-netjer. En l'an XL, une grande inspection des temples thébains est effectuée par le quatrième prophète d'Amon Tjanéfer, gendre de Menkhéperrê et plus tard troisième prophète d'Amon. Un décret gravé dans la cour du temple de Khonsou semple évoquer des réparations financières en faveur du personnel du domaine d'Amon, qui avait été floué pendant des troubles, indiquant que l'insécurité régnait de manière endémique dans la région à cette époque.

## Sépulture
Menkhéperrê est enterré à Deir el-Bahari, dans la tombe MMA 60, en compagnie entre autres de sa fille Hénouttaouy et de sa sœur Hénouttaouy.